# Kaiya Ota
Kaiya Ota, född 27 julil 1999, är en japansk tävlingscyklist som tävlar i bancykling.

## Karriär
Ota tog dubbla guld vid asiatiska spelen 2022 genom lagsprint och individuell sprint. Vid de asiatiska mästerskapen året efter tog han guld i lagsprinten och silver i den individuella sprinten.